# Batalla de Nanchang
La batalla de Nanchang (en chino simplificado: 南昌会战; en chino tradicional: 南昌會戰) fue una campaña militar librada alrededor de Nanchang, en Jiangxi, entre el Ejército Nacional Revolucionario de la República de China y el Ejército Imperial Japonés durante la segunda guerra sino-japonesa. Fue el primer gran enfrentamiento ocurrido después de la batalla de Wuhan.

## Antecedentes
Después de la caída de Nankín, el Servicio Aéreo de la Armada Imperial Japonesa lanzó ataques preventivos de larga distancia desde bases aéreas recién capturadas en Nankín contra objetivos en Nanchang, incluida la base principal de la Fuerza Aérea China en Qingyunpu. A pesar de las grandes pérdidas de muchos de los principales pilotos de combate veteranos de la Fuerza Aérea China y la mayor parte del equipo en el transcurso de la batalla de Shanghái, la batalla de Taiyuan y la batalla de Nankín, la Fuerza Aérea China se revitalizó a través del Pacto de no agresión sino-soviético, y los pilotos chinos junto con el Grupo Voluntario Soviético de pilotos continuaron oponiendo resistencia en el aire sobre Nanchang mientras los japoneses continuaban bombardeando y suavizando las defensas allí.
Tras la captura de Wuhan por los japoneses, Wuhan se convirtió en la base del 11.º Ejército del Ejército Imperial Japonés, en la antigua ubicación de la 5.ª y 9.ª Región militar y del Ejército Nacional Revolucionario. Nanchang era un centro ferroviario y el término occidental del Ferrocarril Chekiang-Hunan, siendo una importante línea de suministro entre la 3.ª y 9.ª Región militar. Además, fue la ubicación de los aeródromos que amenaza las rutas de navegación a lo largo del río Yangtsé.
El gobierno nacionalista reorganizó la cadena de mando en la 9.ª Región militar, con Chen Cheng permaneciendo en el puesto nominal mientras que Xue Yue fue asignado para realizar las operaciones reales. Poco antes del comienzo de la campaña, las fuerzas chinas acumularon 200.000 soldados de 52 divisiones cerca de Nanchang, pero debido a la logística, la reorganización fue en gran medida ineficaz.

## Preludio

### Batalla del río Xiushui
En julio de 1938, las tropas japonesas intentaron acercarse a Nanchang durante su asalto a Wuhan, pero los defensores chinos detuvieron su avance en el río Xiushui. Las posiciones chinas estaban bien atrincheradas, bloqueando el camino a Nanchang para las tropas japonesas. Durante el resto del año, el estancamiento continuó ya que ambos lados permanecieron parados a cada lado del río.
En la primavera de 1939, las tropas japonesas con sus nuevos refuerzos iniciaron su nueva ofensiva hacia Nanchang. El 20 de marzo, las tropas japonesas bajo el mando directo de Yasuji Okamura lanzaron bombardeos de artillería pesada sobre las fortificaciones chinas al otro lado del río Xiushui. Los zapadores japoneses al amparo del fuego de artillería pudieron establecer puentes rápidamente, lo que permitió que los tanques japoneses se desplegaran a través del río, diezmando a las fuerzas chinas en el proceso. Dos días después, la ubicación estratégica de Wucheng, ubicada donde el río Xiushui desemboca en el lago Poyang, sufrió fuertes bombardeos navales y ataques aéreos por parte de la armada japonesa y cayó poco después ante las Fuerzas Navales Especiales Japonesas el 23 de marzo.
Además del fuego de artillería convencional, el bombardeo japonés también utilizó gas tóxico producido por la Unidad 731, que se había desplegado ocasionalmente en el campo de operaciones de China.

## La batalla

### Ataque japonés
Para el 26 de marzo, las tropas japonesas apoyadas por tanques habían salido de la cabeza de puente del río Xiushui y llegaron a la puerta oeste de Nanchang, derrotando a los refuerzos chinos de la 3.ª Región militar. A las tropas de Yasuji Okamura se les unió otro regimiento japonés que atacaba al sur desde el norte de Nanchang, y las fuerzas japonesas convergentes comenzaron a rodear y asediar la ciudad. La ciudad de Nanchang cayó al día siguiente y los defensores chinos sufrieron numerosas bajas. El ejército japonés continuó despejando el área rural durante marzo y abril, marcando el final de la primera fase de la campaña.
Los japoneses usaron armas químicas contra las fuerzas chinas que carecían de esas mismas armas para compensar cuando eran numéricamente inferiores, cada vez que los chinos derrotaban a los japoneses en combate cuerpo a cuerpo. Los japoneses no se atrevieron a usar gas contra los estadounidenses porque los estadounidenses tenían su propio arsenal de armas químicas y los japoneses temían represalias.
Los japoneses utilizaron gas venenoso cuando estaban perdiendo combate cuerpo a cuerpo contra los chinos en el sector de Nanchang en 1939. Los japoneses fueron derrotados y huyeron 5 kilómetros después de ser derrotados en combate cuerpo a cuerpo por las fuerzas chinas en Yichun, en Jiangxi. Los japoneses tuvieron que desplegar su flota naval y su fuerza aérea naval para atravesar las defensas de Wuxue y Jiujiang para amenazar a Hankou. En Nanchang, en 1939, se llevaron a cabo feroces combates cuerpo a cuerpo. En una incursión, más de 50 soldados japoneses murieron en combate cuerpo a cuerpo.
Freda Utley entrevistó al general cantonés Li Hanyuan, y vio el botín de guerra capturado de soldados japoneses muertos en la batalla de Hankou, incluidos amuletos japoneses, "cinturones de mil puntadas", espadas de oficiales, anteojos de campo, banderas, máscaras de gas, rifles, ametralladoras, cartas y diarios de oficiales japoneses como el de un capitán. El diario del capitán japonés fue escrito con desesperación y la creencia de que Japón no ganaría la guerra. Freda Utley también entrevistó al general de la camarilla de Guangxi, Li Zongren quien señaló, después de derrotar a los japoneses en Tai'erzhuang, que sus tropas eran superiores en el combate cuerpo a cuerpo contra los japoneses, que los japoneses no podían desplegar artillería pesada, y que estos solo estaban ganando en Wuhan porque estaban utilizando gas mostaza y gas lacrimógeno en masa contra las tropas chinas que carecían por completo de máscaras antigás.
En Huangmei, en feroz combate cuerpo a cuerpo, los japoneses fueron detenidos por los chinos en 1938 durante la batalla de Wuhan.

### Contraataque chino y retirada
A pesar de perder la ciudad de Nanchang ante los japoneses, las fuerzas chinas en Jiangxi continuaron resistiendo. Durante un período que duró hasta finales de abril, algunas fuerzas japonesas se trasladaron para apoyar operaciones en otras áreas (véase batalla de Suizao). Los nacionalistas chinos vieron una oportunidad en este debilitamiento de la efectivos japoneses y planearon un contraataque para retomar la ciudad. Su intención era cortar el contacto japonés y atacar al enemigo por la retaguardia.
El 21 de abril, comenzó un ataque sorpresa de las fuerzas de la 3.ª y 9.ª Región militar desde el norte, oeste y sur de Nanchang. Comenzó con el 1.º Grupo de Ejércitos en la 60.ª División del Ejército, así como con la 58.ª División del Ejército atacando desde el Norte. Más tarde se les unieron los 74.º y 49.º Grupos de Ejército mientras avanzaban a través de las defensas japonesas. En el sur, esta ofensiva repentina rompió rápidamente las posiciones japonesas mientras avanzaban hacia Nanchang propiamente dicho. Después de cinco días de avance incesante, el 32.º Grupo de Ejércitos al frente de la punta de lanza del sur de China llegó al área exterior de Nanchang. Durante el ataque chino, los japoneses mantuvieron el control sobre el río Xiushui y recibieron continuamente suministros y refuerzos durante los cinco días de avance de las tropas chinas.
A partir del 27 de abril, los japoneses iniciaron una contraofensiva contra el avance chino atacando a las tropas del sur. Con el apoyo de fuego de artillería pesada y apoyo aéreo, los japoneses recuperaron varios de sus bastiones alrededor de la ciudad y obligaron a las divisiones chinas a retroceder. Durante la semana siguiente, el progreso se detuvo en ambos lados mientras mantenían sus posiciones defensivas. Con la esperanza de poner fin al conflicto rápidamente, Chiang Kai-shek ordenó a las divisiones chinas que rodeaban Nanchang el 2 de mayo que retomaran la ciudad antes del 5 de mayo.

## Consecuencias
Las bajas por los combates alrededor de Nanchang fueron 51.328 muertos o heridos para los chinos y 24.000 para los japoneses. Después de la caída de Nanchang, los japoneses consolidaron su control de la región de Jiangxi y Hunan. Sin embargo, los nacionalistas continuaron manteniendo su presencia en la zona. El impulso japonés se vio interrumpido aún más por los enfrentamientos fronterizos con la Unión Soviética, que estallaron poco después en la batalla de Jaljin Gol.